# باشگاه فوتبال آراف‌اس
باشگاه فوتبال آر اف اس یک باشگاه فوتبال حرفه ای لتونی است که در ریگا، لتونی واقع شده‌است. لیگ برتر فوتبال لتونی رقابت می‌کند، که برترین باشگاه فوتبال لتونی است.
باشگاه فوتبال آر اف اس برای در سال ۲۰۱۶ به لیگ برتر فوتبال لتونی صعود کرد، زیرا باشگاه فوتبال اسکونتو مجوز حضور در این لیگ را دریافت نکرد.
در سال ۲۰۱۸، آر اف اس برای اولین بار به مسابقات مقدماتی لیگ اروپا راه یافت. در اولین بازی آر اف اس موفق شد با نتیجه ۳ بر ۲ در خارج از خانه مقابل المپیک لیوبلیانا پیروز شود. با این حال آنها در بازی برگشت و در خانه ۲–۰ شکست خوردند و از این مسابقات حذف شدند. یک سال بعد، این باشگاه به اولین افتخار خود یعنی جام حذفی فوتبال لتونی دست یافت.
در فصل ۲۱–۲۰۲۰، آر اف اس در اولین بازی مرحله مقدماتی لیگ اروپا با پارتیزان رو به رو شدند. لتونیایی‌ها در پنالتی‌ها شکست را پذیرفتند و ۱–۰ مقابل پارتیزان شکست خوردند.

## عملکرد در رقابتهای اروپایی
| فصل     | رقابت              | مرحله             | باشگاه                 | رفت | برگشت      | مجموع |
| ------- | ------------------ | ----------------- | ---------------------- | --- | ---------- | ----- |
| ۲۰–۲۰۱۹ | لیگ اروپا          | مرحله اول مقدماتی | المپیک لیوبلیانا       | ۰–۲ | ۳–۲        | ۳–۴   |
| ۲۱–۲۰۲۰ | لیگ اروپا          | مرحله اول مقدماتی | باشگاه فوتبال پارتیزان | ۰–۱ |            |       |
| ۲۲–۲۰۲۱ | لیگ کنفرانس اروپا  | مرحله اول مقدماتی | کلاکسویک               | ۲–۳ | 4-2 (و.ا.) | ۶–۵   |
| ۲۲–۲۰۲۱ | لیگ کنفرانس اروپا  | مرحله دوم مقدماتی | پوشکاش آکادمیکا        | ۳–۰ | ۲–۰        | ۵–۰   |
| ۲۲–۲۰۲۱ | لیگ کنفرانس اروپا  | مرحله سوم مقدماتی | خنت                    | ۰–۱ | ۲–۲        | ۲–۳   |
| ۲۳–۲۰۲۲ | لیگ قهرمانان اروپا | مرحله اول مقدماتی |                        |     |            |       |

## افتخارات
لیگ برتر فوتبال لتونی
- قهرمانان: ۲۰۲۱

جام حذفی فوتبال لتونی
- برندگان: ۲۰۱۹، ۲۰۲۱